# Kim Jiae
Kim Jiae (hangul: 김지애), mais conhecida como Jiae, é uma cantora e compositora sul-coreana, ex-integrante do grupo feminino sul-coreano Wassup. Jiae debutou como solista em 8 de outubro de 2022, com o mini-álbum "Love is Love".

## Vida pessoal
Em 11 de janeiro de 2020, Jiae postou duas fotos nos stories da sua conta no Instagram, se assumindo bissexual. Quando anunciou o crowdfunding para seu primeiro álbum solo, disse que decidiu fazer dessa forma depois da repercussão nas mídias e redes sociais sobre ter se assumido.

## Carreira
Em agosto de 2013, Jiae se tornou membro do grupo feminino Wassup. O grupo encerrou as atividades em 10 de fevereiro de 2019.
Desde 2013 Jiae possui uma conta pessoal no Instagram (que continua ativa até hoje mesmo após o disband do grupo), onde anuncia todas as suas atividades na música e também posta fatos da sua vida pessoal.
Em janeiro de 2019, Jiae abriu um canal pessoal no Youtube, o JIAE TV, onde regularmente posta vídeos com covers musicais. 
Em 11 de fevereiro de 2022, Jiae anunciou um projeto no site de crowdfunding Makestar, para ajudar a financiar seu primeiro álbum solo. Em 28 de setembro, saiu o teaser do MV de Love is Love, música que dá o nome ao álbum, no seu canal no Youtube, e em 8 de outubro foi lançado o MV, e na mesma data aconteceu o lançamento digital do álbum. A versão física do álbum só saiu em novembro, na forma de um álbum de fotos acompanhado de um CD.
Em 27 de maio de 2023, Jiae fez seu primeiro show no Festival Korea Days, em Lyon na França.

## Discografia
- Love is Love (2022)